# Lynn Minmay
Lynn Minmay, anche pronunciato Linn Minmei (giapponese: リン・ミンメイ Rin Minmei, cinese: 鈴明美/林明美 Pinyin: Líng Míngměi/Lín Míngměi) è un personaggio immaginario dell'anime Fortezza superdimensionale Macross e del film Macross - Il film.
Minmay è anche la protagonista dell'OAV commemorativo Macross Flashback 2012. Il personaggio di Minmay della prima serie di Macross è stato inserito anche nel relativo adattamento statunitense Robotech.
Una traduzione in italiano del nome "Lynn Minmay", può essere "Campana bella e luminosa".
Minmay rappresenta la personificazione della musica, che nel corso di tutte le stagioni della serie Macross gioca un ruolo importantissimo. Più in generale, Minmay è considerata una delle icone dell'animazione giapponese.
In Macross (e Robotech), Minmay è l'oggetto dell'interesse sentimentale del protagonista Hikaru Ichijyo (Rick Hunter, in Robotech), ed è una popolare cantante pop nell'universo dell'anime. Le sue canzoni, in grado di mettere i soldati Zentradi in stato confusionale, giocano un ruolo fondamentale nella Prima guerra di Robotech contro la flotta Zentradi.
Nella versione originale dell'anime, Minmay è doppiata da Mari Iijima, che scrisse anche alcune delle canzoni cantate nel corso della serie. La Iijima divenne una popolare pop star proprio grazie al successo del personaggio di Minmay. La Iijima acquisì una popolarità tale da essere chiamata per doppiare anche la versione in lingua inglese di Macross. Si è trattata della seconda volta nella storia dell'animazione che un personaggio viene doppiato dallo stesso doppiatore sia in giapponese che in inglese.
Minmay è di origini sino-giapponesi. Il padre, cinese, è Líng Bǎoxióng (鈴宝雄) mentre la madre è la giapponese Shigeyo (しげよ).

## Storia nell'anime
Nata nel 1993 durante la guerra globale, dal 2009 Minmay lavora come cameriera nel ristorante gestito da sua zia Lina e suo zio Max. Durante un attacco degli alieni Zentradi, Minmey rimane coinvolta in un violento scontro a fuoco e salvata dal giovane pilota Rick Hunter. I due finiscono per rimanere intrappolati in un'ala in disuso dell'astronave Macross, dove rimangono per svariati giorni e stringono un profondo legame.
In seguito, Minmay parteciperà al concorso Miss Macross, che riuscirà a vincere, aprendole così le porte alla carriera di cantante ed attrice, divenendo incredibilmente popolare. La nuova carriera di Minmay tenderà ad allontanare la ragazza da Rick Hunter e contemporaneamente ad avvicinarla a Lynn Kaifun, suo cugino. Parallelamente, Rick, completamente dedito alla carriera militare, svilupperà un interesse nei confronti di Lisa Hayes, suo diretto superiore.
La musica è una arma invincibile contro gli alieni Zentradi, i quali entrano in un profondo stato confusionale ascoltandola. Per tale motivo, Minmay sarà chiamata a cantare durante la battaglia finale contro il comandante supremo Dolza della flotta Zentradi, garantendo la vittoria ai terrestri.
Nel 2012, in seguito alla guerra, Minmay tenterà di riprendere la propria carriera musicale, con Lynn Kaifun come proprio manager. Tuttavia, l'abitudine di bere di Kaifun farà scemare i sentimenti della ragazza nei suoi confronti, che invece ricominciano a crescere nei confronti di Rick. Hunter, che ha ormai una relazione stabile con Lisa Hayes, continua ad essere ossessionato da Minmay. Durante una vigilia di Natale, Hikaru e Minmay si scambiano un bacio e Lisa, devastata dal dolore dopo aver assistito alla scena, decide di abbandonare il fidanzato e riprendere la propria carriera militare.
Nel 2014, nella battaglia finale, quando il comandante Zentradi Lord Kyron attacca la nuova Macross City, Rick Hunter decide di combattere nonostante Minmay tenti di impedirglielo. A battaglia conclusa, Rick e Minmay decidono di lasciarsi, divisi da punti di vista inconciliabili. Rick e Lisa ora possono stare insieme, mentre Minmay decide di dedicare la propria esistenza alla musica.

## Personalità
Il carattere del personaggio di Minmay è quello tipico di una adolescente piena di energie e voglia di vivere. Dopo l'incontro iniziale durante la Prima guerra di Robotech, Rick Hunter sviluppa una profonda infatuazione nei suoi confronti. Ma dopo che Minmay vince il concorso di Miss Macross e diventa una impegnatissima popstar, i suoi sentimenti per lei cambiano, dato che Minmay si dimostra troppo coinvolta non solo nella musica, ma come vero e propria icona della lotta degli umani contro gli Zentradi. Anche Minmay mostra segni di insicurezza e dubbi sui propri sentimenti sia nei confronti di Rick che nei confronti di Lynn Kaifun.
Nel lungometraggio Macross - Il film, il personaggio di Minmay è leggermente differente rispetto a quello della serie. Nella storia del film, Minmay è già una affermata cantante ed attrice quando conosce Rick, che è un suo accanito fan. Nel film non esiste affatto il personaggio di Lynn Kaifun e già a questo punto della storia Minmay è stanca del mondo dello spettacolo e vede nella sua amicizia con il giovane pilota una via di uscita. Soltanto in seguito la ragazza si innamora di lui, ma sarà troppo tardi perché l'amore fra Lisa e Rick si è già consolidato.

## Eredità di Minmay
Nell'universo di Macross, Minmay continua ad essere ricordata anche decine di anni dopo la Prima guerra di Robotech. Le sue canzoni sono costantemente rieseguite e lei viene ricordata come la ragazza che ha messo fine alla guerra con il proprio canto. In tutti i sequel prodotti, al personaggio di Minmay viene sempre fatto riferimento, direttamente o indirettamente, tramite le sue canzoni.
In Macross 7, Minmay è la fonte d'ispirazione per Basara Nekki dei Fire Bomber, che vuole sconfiggere i propri nemici cantando.
In Macross Frontier la sua canzone My Boyfriend's a Pilot viene cantata da Ranka Lee durante il concorso Miss Frontier, e il personaggio si riferisce al brano chiamandolo "la canzone che ogni persona qui conosce".
In Macross Delta la protagonista Freyja è una sua fan e in diverse occasioni è citata, anche indirettamente.